# Левицкий, Григорий Кириллович
Григо́рий Кири́ллович Леви́цкий (при рождении — Нос), Левицкий-Нос (укр. Григо́рій Кири́лович Левицький, Левицький-Ніс; 1697, село Маячка, Полтавский полк, Гетманщина — 19 мая 1769, там же) — украинский и русский гравёр и живописец (главным образом портретист), священнослужитель, выдающийся мастер украинского барочного эстампа первой половины XVIII века; отец живописца Дмитрия Левицкого, его первый художественный наставник.

## Биография
Родился в селе Маячке на Полтавщине (ныне Полтавский район Полтавской области) примерно в 1697 году, сын священника села Маячки Кирилла Степановича Носа. Носы — известный род запорожских казаков. Время и причина изменения Григорием Кирилловичем фамилии Нос на фамилию Левицкий неизвестны.
Рано покинув село, обучался в Польше и в Киевской духовной академии, где сделал несколько гравюр. В 1752 и 1757 годах оформил гравюрами издание «Апостола». Известны его заказные гравюры, где художник проявил себя как мастер портрета и декоративных архитектурно-пространственных построений. Работал справщиком типографии Киево-Печерской Лавры.
С 1738 года — священник.
Умер в селе Маячке 19 мая 1769 года.

## Творчество
Первые сведения о Г. К. Левицком как гравёре на меди во Вроцлаве (Польша) появились в конце 1720-х годов. Он известен как автор станковых и книжных гравюр на меди, иллюстраций к богослужебным и светским изданиям, многочисленных эстампов.
Для станковых композиций Г. К. Левицкого характерно особое мастерство. Среди них — изображения святых, сцен на новозаветные сюжеты, а также воспроизведение романских и готических скульптурных памятников древнего Вроцлава — тимпана собора Марии на Пяскова острове, надгробных плит Шленских князей.
Он проявил себя и как талантливый портретист. Портрет Адама Квазиуса (1729) привлекает глубиной раскрытия характера изображённого. Плодотворно работал Г. Левицкий и на ниве книжной графики. Барочная экспрессия присущая его иллюстрациям: «Души в чистилище», «Распятие с предстоящими» (конец 1720-х годов). Творчество Левицкого вроцлавского периода заняло надлежащее место в истории польского искусства XVIII века.
После возвращения на родину художник поселяется в Киеве на Подоле и сотрудничает с двумя культурными центрами того времени — Киево-Могилянской академией и типографией Киево-Печерской лавры. В 1735 году он создаёт пышную барочную рамку для объявлений о торжественных театрализованных диспутах, обычно устраивавшихся в стенах академии. Эта рамка фактически является первым известным образцом плаката-афиши на восточнославянских землях.
Блестящим достижением всего украинского искусства XVIII века является цикл панегирических гравюр мастера, посвящённых лаврскому архимандриту Илариону Негребецкому, киевскому митрополиту Рафаилу Заборовскому и другим. Портреты известных персон сочетаются у Левицкого с символико-аллегорическими мотивами и имеют значительный гуманистический потенциал. Рафинированное гравёрное мастерство проявляется и в книжных гравюрах Г. К. Левицкого, которые иллюстрируют печатные издания типографии Киево-Печерской лавры — Евангелие (1737), «Апостол» (1737, 1738), и геральдическим композициям в произведении М. Козачинского «Философия Аристотелева» (1745).
Творчество Г. К. Левицкого оказало значительное влияние на многих гравёров второй половины XVIII века. Он стал первым учителем своего знаменитого сына — художника Дмитрия Григорьевича Левицкого.